# Кавків Яр
Ка́вків Яр — колишнє селище в Україні, Крижопільському районі Вінницької області. Населення становить 0 осіб.
Зняте з обліку рішенням Вінницької обласної ради від 20 червня 2013 року.